# 추동궁 마마
《추동궁 마마》는 MBC TV에서 1983년 3월 31일부터 1983년 7월 1일까지 방영된 드라마로, MBC가 이후 계속해서 제작한 대하 드라마인 조선왕조 오백년 시리즈의 첫 번째 작품이다.

## 트리비아
고려 말기 위화도 회군부터 시작하여 왕조의 창업하고 조선 초기의 기틀을 마련했던 태조 이성계의 조선 건국 과정. 야심만만한 태종 이방원의 시대를 재조명했다.
두 번의 왕자의 난과 충녕 대군(세종 대왕의 어릴적 이름) 치세를 다뤘다.
2019년 개국한 MBC ON에서 다시 방영되었다.

## 출연진

### 고려 왕실
- 방훈 : 우왕 왕우 역
- 김재강 : 창왕 왕창 역
- 김웅철 : 공양왕 왕요 역
- 한영숙 : 정비 안씨 역
- 강석란 : 영비 최씨 역

### 고려 문신
- 최불암 : 이인임 역
- 이대로 : 이색 역

### 고려 무신
- 김길호 : 최영 역

### 조선 왕실
- 김무생 : 태조 이성계 역
- 김소원 : 신의왕후 한씨 역
- 김정연 : 신덕왕후 강씨 역
- 전인택 : 진안대군 이방우 역
- 이영후 : 정종 이방과 역
- 김해숙 : 정안왕후 김씨 역
- 김주영 : 회안대군 이방간 역
- 이정길 : 태종 이방원 역
- 김영란 : 원경왕후 민씨 역
- 이만성 : 의안대군 이방석 역
- 송기윤 : 양녕대군 제 역
- 임영규 : 흥안군 경무공 이제 역
- 남영진 : 민무구 역
- 박경현 : 마천목 역
- 백인철 : 목인해 역

### 조선 문신
- 이호재 : 정도전 역
- 변희봉 : 남은 역
- 현석 : 조준 역
- 신충식 : 하륜 역
- 강성욱 : 민제 역
- 김희라 : 이숙번 역
- 국정환 : 이지란 역
- 조형기 : 곽충보 역
- 김기일 : 조영규 역
- 임문수 : 심덕부 역

### 고려 유신들
- 홍계일 : 정몽주 역
- 나성균 : 송거신 역
- 정태섭 : 왕덕 역

### 조선 여인들
- 김수미 : 제조상궁 역
- 이혜숙 : 칠점선 역
- 강서영 : 삼월 역

### 조선 서민들
- 김영옥 : 의주댁 역
- 박영지 : 석보 스님 역

- 양지운 : 해설

## 같이 보기
- 《용의 눈물》 : 조선 왕조 초기의 비슷한 시대 배경의 드라마

| 문화방송 목금드라마                        | 문화방송 목금드라마                            | 문화방송 목금드라마                               |
| 이전 작품                                  | 작품명                                         | 다음 작품                                         |
| ------------------------------------------ | ---------------------------------------------- | ------------------------------------------------- |
| 황진이 (1982년 11월 4일 ~ 1983년 3월 11일) | 추동궁 마마 (1983년 3월 31일 ~ 1983년 7월 1일) | 뿌리깊은 나무 (1983년 7월 8일 ~ 1983년 10월 28일) |